# Sobór Zaśnięcia Matki Bożej w Kiemie
Sobór Zaśnięcia Matki Bożej (cs./ros. Успенский собор – Uspienskij sobor) – prawosławny sobór w Kiemie, na Lepostrowie na rzece Kiem, w jurysdykcji eparchii kostomukszańskiej. Zabytek XVIII-wiecznej drewnianej architektury Rosyjskiej Północy.

## Historia
Budowę soboru rozpoczęto w 1711 r. Świątynia miała upamiętniać rosyjskie zwycięstwo nad Szwedami w bitwie pod Połtawą. Wznoszenie całości obiektu trwało sześć lat, jako pierwszy gotowy był jeden z ołtarzy bocznych konsekrowany w 1714 r. Budowla, wzniesiona na miejscu starszej cerkwi, która spłonęła w 1710 r., stała się główną dominantą w panoramie Kiemu i najwyższym obiektem na Lepostrowie.
W XIX w. budynek, długo nieremontowany, był już w tak złym stanie, że w 1876 r. musiał zostać zamknięty dla wiernych. Następnie został częściowo odnowiony i przebudowany – wyrąbano nowy rząd okien, usunięto część dekoracyjnych kokoszników, a w 1885 r. zburzono dawną wolno stojącą dzwonnicę.
W 1937 r. lokalne władze rozważały zburzenie soboru, od czego ostatecznie odstąpiono. W 1960 r. budowla otrzymała status zabytku. W 1975 r. z nieczynnego soboru wywieziono większość zachowanych XVII-wiecznych ikon, które po konserwacji trafiły do magazynu muzeum sztuki w Pietrozawodzku. Po 1960 r. sobór został częściowo odremontowany pod kierunkiem Aleksandra Opołownikowa, zasłużonego konserwatora architektury drewnianej. Wzmocniono wówczas ściany budynku, odnowiono ganek i dach.
W 2006 r. sobór został przekazany w bezpłatne użytkowanie monasterowi Zwiastowania i Świętych Nowomęczenników i Wyznawców Rosyjskich w Kiemie, ówcześnie w jurysdykcji eparchii pietrozawodzkiej i karelskiej, po podziale – eparchii kostomukszańskiej.
W 2014 r. przystąpiono do kompleksowej renowacji zabytku, jednak wykonująca ją firma nie wywiązała się z powziętych zobowiązań i w 2019 r. remont ciągle nie był ukończony. Stan techniczny zabytku opisuje się jako bardzo zły.

## Architektura
W soborze znajdują się trzy ołtarze oraz trzy położone przed nimi pomieszczenia przeznaczone dla wiernych. Każde z pomieszczeń ołtarzowych zostało zbudowane na planie czworoboku, który w wyższych partiach przechodzi w ośmiobok, zwieńczony dachem hełmowym z cebulastą kopułką. Najwyższy z dachów (35,5 m) wznosi się nad centralnym ołtarzem Zaśnięcia Matki Bożej, niższe – nad ołtarzami bocznymi św. Mikołaja oraz świętych mnichów Zozyma i Sawwacjusza Sołowieckich (położonymi odpowiednio od strony południowej i północnej). Wszystkie przestrzenie przeznaczone dla wiernych łączą się w jedną przestrzeń w centralnej części cerkwi – kwadratowe, wsparte na dwóch filarach pomieszczenie pierwotnie służące mieszkańcom Kiemu do spotkań w sprawach bieżących, takich jak budowa łodzi, urządzanie magazynów handlowych, rozwiązywanie sporów między rybakami a kupcami. Sobór pełnił tym samym funkcje centrum miasta zarówno w sprawach duchowych, jak i świeckich. Sobór został skonstruowany w taki sposób, by cała budowla, od przysadzistego ganku wejściowego do najwyższego dachu hełmowego nad centralnym ołtarzem sprawiała wrażenie wznoszenia się.
Przed głównym ołtarzem znajdował się pięciorzędowy ikonostas, z którego przetrwał tylko rząd deesis. Liturgicznie użytkowany jest jedynie ołtarz Świętych Zozyma i Sawwacjusza, w którym znajduje się tymczasowe wyposażenia.